# Bob Anderson
Robert Hugh Fearon "Bob" Anderson (London, Engleska, 19. svibnja, 1931. – Northampton, Engleska, 14. kolovoza 1967.) je bivši britanski vozač automobilističkih utrka. U Formuli 1 se natjecao od 1963. do 1967. Najbolji rezultat mu je treće mjesto na VN Austrije 1964. u bolidu Brabham. Pobijedio je na Velikoj nagradi Rima koja se nije bodovala za prvenstvo Formule 1 1963. Od 1958. do 1960. natjecao se u motociklizmu. Tijekom testiranja na Silverstoneu, izletio je s mokre staze i udario u mjesto predviđeno za suce kraj staze. Zadobio je ozlijede prsnog koša i vrata, te je prebačen u bolnicu Northampton General Hospital, no ubrzo je preminuo.

## Rezultati u Formuli 1
| Sezona | Momčad                | Šasija   | Motor     | Utrke | Pobjede | Podiji | Bodovi | Plasman |
| ------ | --------------------- | -------- | --------- | ----- | ------- | ------ | ------ | ------- |
| 1963.  | DW Racing Enterprises | Lola Mk4 | Climax V8 | 2     | 0       | 0      | 0      | —       |

## Vanjske poveznice
- (engl.) Bob Anderson Racing Reference